# 及川直紀
及川 直紀（おいかわ なおき、1962年10月7日 - ）は、日本の俳優。東京都出身。リコモーション大阪所属。劇団リリパットアーミーIIに所属していたが、2006年2月22日に突然の脱退宣言をする。

## 主な出演作品

### 舞台
- 秘天閣[1]
- 鼬
- ベイビーさん〜あるいは笑う曲馬団について〜
- 一郎ちゃんがいく。
- オッペケペー
- スプーンの上に天使何人とまれるか2000
- お弁当
- おじいちゃんの夏
- ちゃちゃちゃ〜ある洋服職人の物語

### テレビ
- NHK「堂々日本史」
- NHK連続テレビ小説「ほんまもん」
- NHK教育ドラマ愛の詩「新ズッコケ三人組」
- 朝日放送 「安楽椅子探偵と忘却の岬」（2008年10月3日・10日）

### ゲーム
- サムライスピリッツシリーズ（風間蒼月）
- 剣客異聞録 甦りし蒼紅の刃 サムライスピリッツ新章（九葵蒼志狼、大熊猫、九皇蒼志狼）
- ザ・キング・オブ・ファイターズ京（草薙蒼司）